# Joseph Rochefort

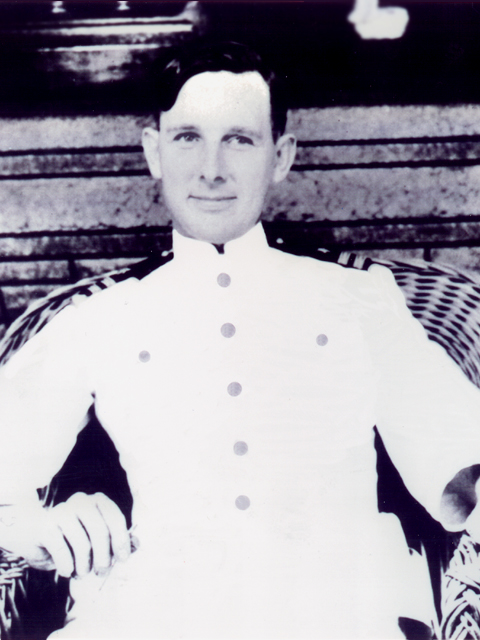
Joseph Rochefort als junger Lieutenant.

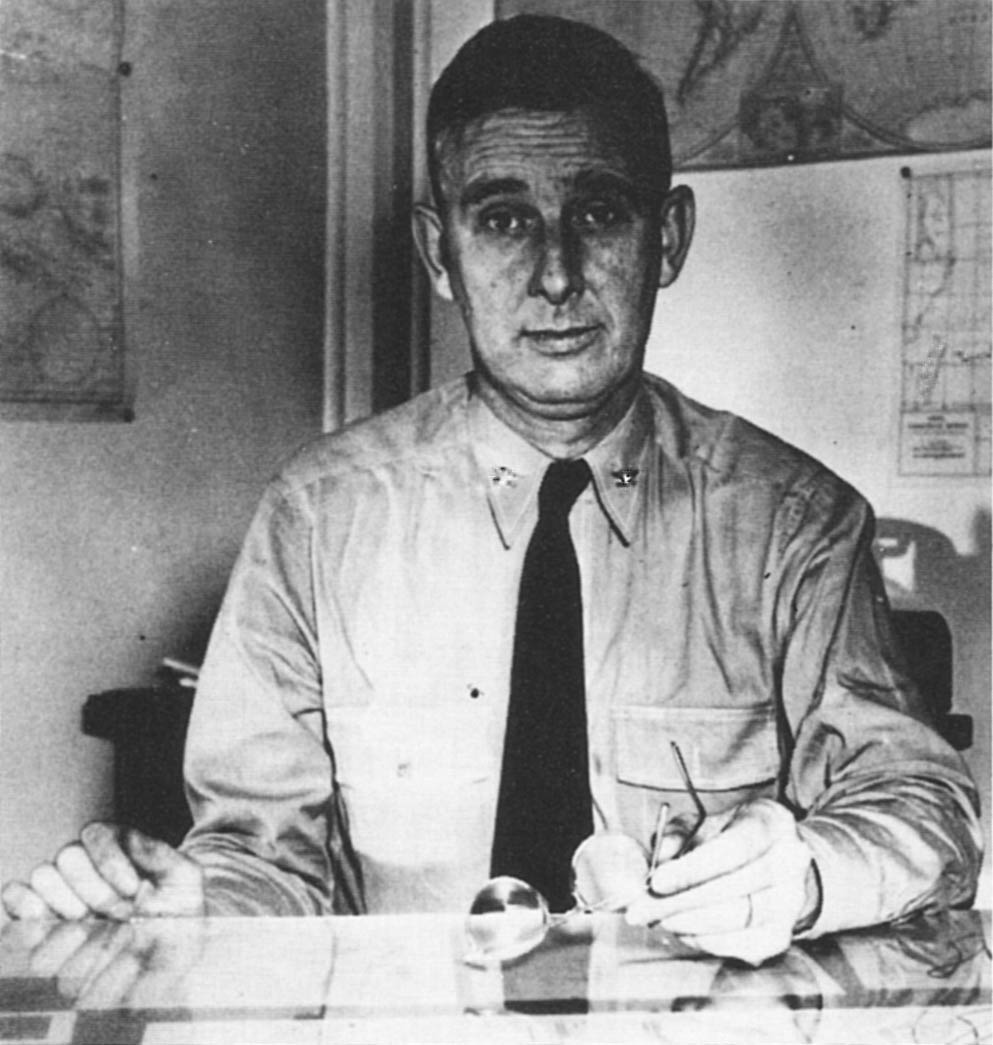
Während des Zweiten Weltkriegs, nun im Rang eines Captains

Joseph John Rochefort (* 12. Mai 1900 in Dayton, Ohio; † 20. Juli 1976 in Torrance, Kalifornien) war während des Zweiten Weltkriegs ein Kryptoanalytiker in der amerikanischen Kriegsmarine.
Rochefort trat 1918 der US Navy bei und wurde nach dem Studium am Stevens Institute of Technology 1919 Schiffsingenieur auf dem Tanker USS Cuyama. In der Marine fiel sein Talent für Kreuzworträtsel und Bridge auf, und er besuchte kryptologische Kurse bei Laurance Safford und Agnes Meyer Driscoll vom kryptanalytischen Dienst der US-Navy. 1926 bis 1929 war er stellvertretender Leiter des kryptanalytischen Marine-Dienstes Op‑20‑G in Washington, D.C., und 1929 bis 1932 erhielt er eine Ausbildung in japanischer Sprache. 1936 bis 1938 war er in San Diego als Aufklärungsoffizier für den 11. Marinebezirk stationiert. Dazwischen war er immer wieder auf Schiffen der US-Navy im Dienst.
Anfang 1941 wurde er von Safford nach Hawaii geschickt, um in der Zweigstelle Station Hypo am Bruch des japanischen Marine-Codes zu arbeiten, wobei er sich nach dem Überfall auf Pearl Harbor die besten Codebreaker und Linguisten in der US-Navy aussuchen konnte, wie Thomas Dyer und Joseph Finnigan, der später eine bedeutende Rolle bei den Entzifferungsarbeiten vor und während der Schlacht um Midway spielte. Nach dem Angriff auf Pearl Harbor waren Kryptoanalytiker unter seiner Leitung erfolgreich in der Teilentzifferung des japanischen Marine-Codes JN-25. Im Mai 1942 entzifferten und analysierten sie bis zu 140 japanische Botschaften pro Tag. Insbesondere konnten sie das eigentliche Ziel eines japanischen Flugzeugträgerverbandes im Pazifik ausmachen und so zum amerikanischen Erfolg in der Schlacht um Midway 1942 beitragen. Die vorgesetzte Stelle Op‑20‑G in Washington, in der Safford inzwischen kaltgestellt war, vermutete ein anderes Angriffsziel. Klarheit über Ziel und Zeitpunkt brachte die japanische Antwort auf eine gefälschte amerikanische Klartextmeldung, dass auf Midway Wassermangel herrschen würde, weil der Frischwasser-Kondensator defekt sei.
1942 bis 1946 leitete er die Pacific Strategic Intelligence Group in Washington. Er war zuletzt im Rang eines Captain.
1984 erhielt er posthum die Navy Distinguished Service Medal und 1986 die National Defense Service Medal. Er wurde 2000 in die Hall of Honor aufgenommen.

## Verweise
1. ↑  Laut SSDI. Auf der Webseite der NSA wird 1898 angegeben.

| Personendaten    | Personendaten                               |
| ---------------- | ------------------------------------------- |
| NAME             | Rochefort, Joseph                           |
| ALTERNATIVNAMEN  | Rochefort, Joseph John (vollständiger Name) |
| KURZBESCHREIBUNG | amerikanischer Kryptologe                   |
| GEBURTSDATUM     | 12. Mai 1900                                |
| GEBURTSORT       | Dayton (Ohio)                               |
| STERBEDATUM      | 20. Juli 1976                               |
| STERBEORT        | Torrance, Kalifornien                       |